# L'Indipendente (Napoli 1860)
L'Indipendente fu un quotidiano fondato a Napoli dallo scrittore Alexandre Dumas padre l'11 ottobre 1860, con il patrocinio del ministro dell'Interno Liborio Romano.

## Storia

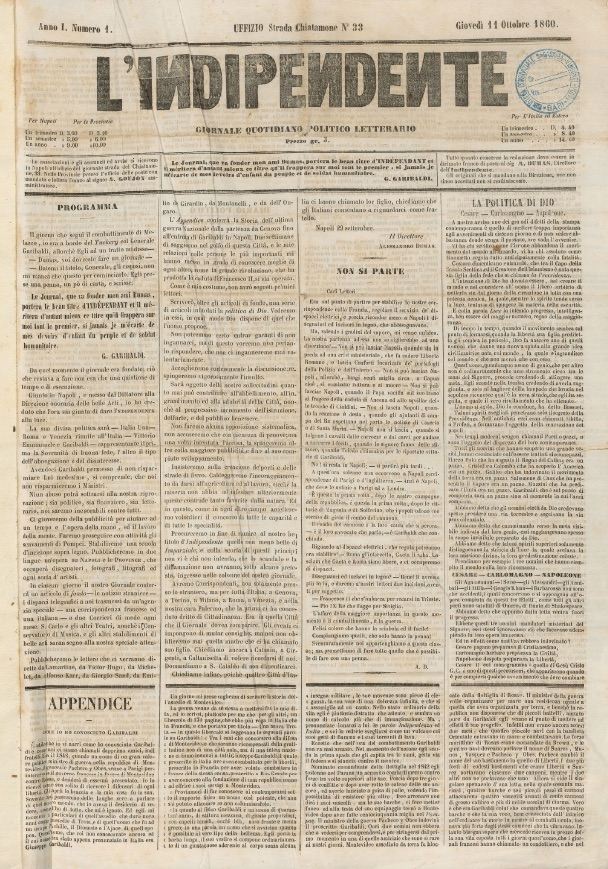
Il primo numero dell'«Indipendente» (11 ottobre 1860).

Il giornale sostenne la causa di Giuseppe Garibaldi e dei Mille per l'annessione del Sud al Regno d'Italia. Fu Garibaldi stesso a suggerire a Dumas il nome della testata. Il primo numero del giornale uscì l'11 ottobre 1860 al prezzo di 10 centesimi.
Come gli altri quotidiani del tempo, aveva una foliazione di quattro pagine. Anche l'impaginazione rispettava i canoni dell'epoca: nella prima pagina appariva l'articolo di fondo del direttore. La seconda pagina era dedicata ai dispacci, alle corrispondenze ed a una selezione delle notizie degli altri giornali; conteneva inoltre le continuazioni degli articoli che iniziavano in prima. La cronaca locale trovava spazio nella terza pagina, mentre la quarta, e ultima, era dedicata alla pubblicità.
Dumas, grazie all'esperienza nel mondo del giornalismo francese, aveva portato a Napoli diverse novità editoriali. Inserì nella parte bassa della prima pagina il romanzo d'appendice a puntate (feuilleton). La raccolta pubblicitaria era fatta in proprio. Molti annunci erano in francese (soprattutto ditte di trasporto ed import-export) poiché lo scrittore manteneva molti contatti con imprenditori suoi connazionali. Infine, interessanti sconti e omaggi venivano proposti agli abbonati.
Il quotidiano era scritto in francese e veniva tradotto in italiano prima di essere mandato in tipografia. I traduttori inizialmente erano tre, cui si aggiunse, dal gennaio 1861, il giovane Eugenio Torelli Viollier. «L'Indipendente» fu un giornale senza padroni: Dumas aizzava polemiche contro i poteri della città e contro la corruzione che imperava a Napoli. Molti articoli erano dedicati a Garibaldi, "padre nobile" del quotidiano, che aveva contribuito a fondare fornendo i primi finanziamenti e la prima sede (il lussuoso palazzo Chiatamone). Il punto debole dell'«Indipendente» era che a volte veniva percepito dai lettori come un bollettino delle idee del suo direttore.
Dopo la partenza forzata di Garibaldi per Caprera (9 novembre 1860), Dumas decise di assumersi l'onere finanziario del giornale. Nominò Adolphe Gujon, uno dei redattori, amministratore del giornale.
Nel giro di un anno Eugenio Torelli Viollier divenne il più prezioso dei collaboratori di Dumas. Oltre al lavoro di traduzione, trattava con la tipografia e teneva la contabilità. L'esperienza all'Indipendente risultò fondamentale per il futuro fondatore del «Corriere della Sera». 
«L'Indipendente» pubblicò le traduzioni italiane di alcuni romanzi e racconti di Dumas, e anche una sua guida di Napoli, Napoli e i suoi contorni, uscita nel 1863.
Nel 1864 Dumas, all'età di 62 anni, decise di lasciare Napoli per ritornare in patria. Nominò Adolphe Gujon redattore capo e responsabile della pubblicazione. Torelli Viollier invece preferì seguire Dumas a Parigi.
«L'Indipendente» continuò ad uscire fino al 1876.